# Mille et une vies
Mille et une vies est une émission de télévision française diffusée sur France 2 du 5 septembre 2016 au 29 juin 2017 et présentée par Frédéric Lopez, du lundi au jeudi, et par Sophie Davant le vendredi à partir du 21 octobre 2016. L'émission est produite par Adenium TV et Reservoir Prod. 

## Diffusion
Le programme est diffusé sur France 2 du lundi au vendredi de 14 h à 15 h, suivi par Mille et une vies rêvées entre 15 h 10 et 15 h 40, déclinaison de Mille et une vies. À partir du 17 octobre 2016, l'émission Mille et une vies rêvées est fusionnée avec Mille et une vies, de manière à tenir les téléspectateurs le plus longtemps possible, en supprimant la publicité placée entre les deux émissions.
À la suite d'un hommage à Simone Veil l'après-midi du 30 juin 2017, la dernière émission a été diffusée dans la nuit à 2 heures du matin.

## Principe
Dans une maison loin du tumulte, Frédéric Lopez ou Sophie Davant reçoit en face-à-face, un invité au destin hors du commun, qu'il soit célèbre ou anonyme. Dans un second temps, l'invité présente des proches qui comptent pour lui et qu'il souhaite remercier pour leur présence lors de moments difficiles.

### Invités
| Numéro | Date de diffusion          | Invité(e)                                        | Sujet |
| ------ | -------------------------- | ------------------------------------------------ | --- |
| 1      | Lundi 5 septembre 2016     | Michaël Jeremiasz                                | Parcours de cet athlète paralympique, porte-drapeau français des Jeux Paralympiques 2016 |
| 2      | Mardi 6 septembre 2016     | Hazel                                            | Monde de la prostitution |
| 3      | Mercredi 7 septembre 2016  | François Berléand                                | Parcours du célèbre acteur, émaillé de séances de psychothérapies à répétition depuis l'enfance |
| 4      | Jeudi 8 septembre 2016     | Laurence Cottet                                  | Combat contre l'alcoolisme |
| 5      | Vendredi 9 septembre 2016  | Elsa Wolinski                                    | Son père Georges Wolinski et l'attentat contre Charlie Hebdo |
| 6      | Lundi 12 septembre 2016    | Andréa Bescond                                   | Le parcours de la danseuse, abusée dans son enfance |
| 7      | Mardi 13 septembre 2016    | Stéphane Haskell                                 | Alcoolisme et "syndrome de la queue de cheval", un écrasement de la moelle épinière |
| 8      | Mercredi 14 septembre 2016 | Patrick Bourdet                                  | Auteur du livre Rien n'est joué d'avance. Le formidable destin d'un gamin de la DDASS devenu PDG. |
| 9      | Jeudi 15 septembre 2016    | Mélissa Paris                                    | Cette jeune femme a vécu un drame, l'assassinat de sa maman. Elle a fondé l'association "Amalthée Marielle", afin que ce drame ne se reproduise plus.                                                                   |
| 10     | Vendredi 16 septembre 2016 | Sonia Rolland                                    | Parcours de la Miss France 2000 et comédienne qui a vécu le génocide du Rwanda en 1994 |
| 11     | Lundi 19 septembre 2016    | Michel Quint                                     | La rencontre entre l'écrivain et sa femme Brigitte et le combat pour vivre leur amour |
| 12     | Mardi 20 septembre 2016    | Marine Martin                                    | Le combat de cette mère d'un enfant handicapé à cause d'un traitement antiépileptique. Elle a fondé l'association "Apesac".                                                                                             |
| 13     | Mercredi 21 septembre 2016 | Colette Roumanoff                                | Le quotidien de Colette face à la maladie d'Alzheimer de son mari |
| 14     | Jeudi 22 septembre 2016    | Hugo Horiot                                      | Ecrivain autiste qui raconte son enfance, loin des centres médicalisés |
| 15     | Vendredi 23 septembre 2016 | Marie de Noailles                                | Une addictologue qui a dû combattre ses propres addictions |
| 16     | Lundi 26 septembre 2016    | Carole Arribat                                   | Femme sous l'emprise d'un mari violent |
| 17     | Mardi 27 septembre 2016    | Pauline Delpech                                  | Parcours de l'écrivaine, belle-fille de Michel Delpech et son rapport à son beau-père |
| 18     | Mercredi 28 septembre 2016 | Anne-Marie Gaignard                              | Parcours, de son enfance en détresse scolaire à ses méthodes liées à l'apprentissage de l'orthographe |
| 19     | Jeudi 29 septembre 2016    | Martha Kayser                                    | Le combat contre les préjugés sur les accompagnants de personnes handicapées |
| 20     | Vendredi 30 septembre 2016 | Renaud François                                  | L'histoire d'un voyage de Renaud avec son fils au Kirghizistan, afin de renouer les liens distendus avec son fils |
| 21     | Lundi 3 octobre 2016       | Isabelle Fraissard                               | L'aventure d'Isabelle qui a recherché durant plusieurs années sa mère biologique qui l'avait abandonnée à la naissance                                                                                                  |
| 22     | Mardi 4 octobre 2016       | Delphine Apiou                                   | L'histoire de Delphine, rédactrice en chef d'un magazine de mode, qui a subi deux ablations du sein et une ablation de l'utérus après des cancers successifs                                                            |
| 23     | Mercredi 5 octobre 2016    | Stéphanie Rivoal                                 | L'histoire de Stéphanie, ayant travaillé dans la finance et devenue ensuite la présidente d'Action contre la faim |
| 24     | Jeudi 6 octobre 2016       | Fabienne Haustant                                | L'histoire de Fabienne, malvoyante depuis la naissance, devenue danseuse professionnelle. |
| 25     | Vendredi 7 octobre 2016    | Olivier Bourdeaut                                | Le destin exceptionnel de l'auteur d'En attendant Bojangles, ancien cancre devenu écrivain à succès |
| 26     | Lundi 10 octobre 2016      | Alina Marin                                      | Le destin de cette jeune femme qui a grandi dans un orphelinat pour enfants abandonnés en Roumanie sous la dictature de Nicolae Ceaușescu                                                                               |
| 27     | Mardi 11 octobre 2016      | Louis Derungs                                    | Histoire de ce jeune homme amputé des deux bras à la suite d'un accident d'électrocution |
| 28     | Mercredi 12 octobre 2016   | Grégory Mahé                                     | Histoire de ce rugbyman professionnel qui se reconstruit après avoir été victime d'un AVC en 2011. |
| 29     | Jeudi 13 octobre 2016      | Lydia Gouardo                                    | Histoire de cette femme qui se reconstruit après avoir été séquestrée par son beau-père durant 28 ans |
| 30     | Vendredi 14 octobre 2016   | Jérôme-Arnaud Wagner                             | Histoire de cet écrivain, auteur du livre N'oublie pas que je t'aime, qui se reconstruit dix ans après la mort de son épouse, décédée à cause d'une erreur médicale.                                                    |
| 31     | Lundi 17 octobre 2016      | Karen Aiach                                      | Histoire de cette jeune mère qui se bat pour que l'on trouve un remède à la maladie rare de sa fille |
| 32     | Mardi 18 octobre 2016      | Samira Sedira                                    | Histoire de cette comédienne devenue femme de ménage qui suit sans cesse cette devise : "Deviens ce que tu es" |
| 33     | Mercredi 19 octobre 2016   | Alexandre et Sonia Poussin                       | Histoire de ce couple qui place son amour sous le signe des voyages |
| 34     | Jeudi 20 octobre 2016      | Frédérique Bedos                                 | Histoire de cette journaliste qui a grandi entre une mère biologique défaillante et une famille adoptive aimante |
| 35     | Vendredi 21 octobre 2016   | Pauline de Saboullin Molena                      | Histoire de cette jeune fille qui a vécu une enfance difficile jusqu'au jour où elle s'est découvert une intelligence supérieure précoce                                                                                |
| 36     | Lundi 24 octobre 2016      | Axelle Huber                                     | Histoire de cette jeune femme qui a soutenu son mari jusqu'à la mort de ce dernier. |
| 37     | Mardi 25 octobre 2016      | Giovanna Valls                                   | Histoire de cette ancienne toxicomane, également passée par la prison, qui souhaite clore ce douloureux passage de sa vie. Elle est la sœur de Manuel Valls.                                                            |
| 38     | Mercredi 26 octobre 2016   | Sandra Kollender                                 | Histoire de cette mère qui a trouvé en l'humour les forces pour surmonter le handicap de son fils |
| 39     | Jeudi 27 octobre 2016      | Hassan Jarfi                                     | Histoire de cet homme qui lutte contre l'homophobie depuis que son fils a été battu à mort à cause de son homosexualité                                                                                                 |
| 40     | Vendredi 28 octobre 2016   | Laetitia Lycke                                   | Histoire de cette femme qui a perdu son enfant à cinq mois de grossesse. |
| 41     | Mercredi 2 novembre 2016   | Marine Barnérias                                 | Histoire de cette jeune femme, atteinte de sclérose en plaques, qui a choisi le voyage comme méthode pour apprivoiser la maladie.                                                                                       |
| 42     | Jeudi 3 novembre 2016      | Raphaëlle Paolini                                | Histoire de cette femme, déscolarisée à la suite d'un harcèlement permanent à l'école, qui a retrouvé le goût de vivre grâce à l'aide de sa mère                                                                        |
| 43     | Vendredi 4 novembre 2016   | Virginie Tryou                                   | Histoire de cette femme qui, ayant des doutes sur l'identité de son père biologique, a décidé d'avoir recours à l'hypnose et de faire un test ADN pour savoir.                                                          |
| 44     | Lundi 7 novembre 2016      | Pascal Pellegrino                                | Histoire de cet homme homosexuel qui voulait à tout prix devenir père |
| 45     | Mardi 8 novembre 2016      | Jean-Marc Mahy                                   | Histoire de cet homme qui a vécu une vraie renaissance à sa sortie de prison, après 18 ans d'incarcération |
| 46     | Mercredi 9 novembre 2016   | Anne Personne                                    | Histoire de cette mère qui, à cause de souvenirs traumatisants de son enfance enfouis, a vécu une psychose puerpérale à la naissance de sa fille.                                                                       |
| 47     | Jeudi 10 novembre 2016     | Catherine Hamelle                                | Histoire de cette femme qui revit après avoir souffert d'agoraphobie pendant 30 ans. |
| 48     | Lundi 14 novembre 2016     | Halimata Fofana                                  | Témoignage de cette jeune femme qui a connu l'excision à l'âge de 5 ans et qui, depuis, lutte contre cela. |
| 49     | Mardi 15 novembre 2016     | Zahia Ziouani                                    | Histoire de cette femme qui, grâce à sa ténacité, est parvenue à devenir une des rares femmes chef d'orchestre |
| 50     | Mercredi 16 novembre 2016  | Joël Fauré                                       | Histoire de cet homme qui a souffert de TOC durant trente ans et qui a réussi à s'en sortir grâce à une thérapie et grâce au rire, accompagné d'une adhérente de l'AFTOC                                                |
| 51     | Jeudi 17 novembre 2016     | Marie-Laure Lebègue                              | Histoire de cette femme, donneuse d'organes et femme de donneuse d'organes qui se bat pour abolir les clichés en la matière                                                                                             |
| 52     | Vendredi 18 novembre 2016  | Margaux Gilquin                                  | Histoire de cette femme qui s'est battue pour retrouver un emploi, malgré son âge (voir Âgisme). |
| 53     | Lundi 21 novembre 2016     | Marie Alvery                                     | Témoignage de cette femme qui s'est longtemps crue folle jusqu'au diagnostic de sa bipolarité. |
| 54     | Mardi 22 novembre 2016     | Pascal Papé                                      | Témoignage du célèbre rugbyman qui a été abandonné par sa mère à l'âge de 3 mois. |
| 55     | Mercredi 23 novembre 2016  | Serge Money                                      | Histoire de l'ancien rappeur devenu avocat qui fait de la lutte contre l'injustice le fil rouge de sa carrière. |
| 56     | Jeudi 24 novembre 2016     | Rachel Jouvet                                    | Histoire de cette femme qui a su sortir des griffes d'un mari violent qui était allé jusqu'à commettre l'irréparable.                                                                                                   |
| 57     | Vendredi 25 novembre 2016  | Martine Nezri                                    | Histoire de cette femme qui est longtemps restée brouillée avec son père, car elle avait épousé un homme d'une autre confession religieuse.                                                                             |
| 58     | Lundi 28 novembre 2016     | Yannick Schraen                                  | Témoignage de cet homme qui s'est battu pour récupérer son fils, interné par erreur, alors qu'il avait la maladie de Lyme.                                                                                              |
| 59     | Mardi 29 novembre 2016     | Valérie Andanson                                 | Témoignage de cette femme, née à la Réunion, qui a ensuite été adoptée par un couple de la Creuse, comme des milliers d'enfants réunionnais (cf. Enfants de la Creuse) et qui s'est battue pour retrouver ses origines. |
| 60     | Mercredi 30 novembre 2016  | Christine Dellocque                              | Histoire de cette femme qui a décidé de changer radicalement de vie après un burn-out. |
| 61     | Jeudi 1er décembre 2016    | Eric Mouzin                                      | Histoire du père d'Estelle Mouzin, disparue il y a 13 ans, qui essaie de vivre avec cette absence. |
| 62     | Vendredi 2 décembre 2016   | Nadina Bouchikhi                                 | Histoire de cette femme qui a fait d'une maladie rare qui dépigmente sa peau un instrument de combat |
| 63     | Lundi 5 décembre 2016      | Père Jean-Philippe Chauveau                      | Histoire de cet homme qui a failli tomber dans la délinquance mais qui est finalement devenu aumônier des prisons et le réputé "Prêtre du Bois de Boulogne"                                                             |
| 64     | Mardi 6 décembre 2016      | Osman Elkharraz                                  | Histoire de ce jeune homme qui est passé du statut d'adolescent star de cinéma à la déchéance la plus complète jusqu'à connaître les nuits dans la rue.                                                                 |
| 65     | Mercredi 7 décembre 2016   | Danièle Mazet-Delpeuch                           | Histoire de la première femme devenue chef des cuisines de l'Elysée |
| 66     | Jeudi 8 décembre 2016      | Amoreena Winkler                                 | Histoire de cette jeune femme qui est née au milieu d'une secte qu'elle a réussi à quitter à l'âge de 17 ans. |
| 67     | Vendredi 9 décembre 2016   | Marina Gayet                                     | Histoire de cette femme qui, après 30 ans de séparation, a retrouvé son premier amour alors qu'ils étaient au CP. |
| ?      | Lundi 6 février 2017       | Édouard Moradpour, Léo Garnier, Franck Lamagnere | "Comment en finir avec ses TOCs" |
| ?      | Vendredi 12 juin 2017      | Vincent Cochetel                                 | "Anciens otages, ils racontent" |

## Audiences
La première émission de Mille et une vies a réuni 1,05 million de téléspectateurs, pour une part d'audience de 11,6 %. En moyenne sur sa première semaine, 865,000 téléspectateurs ont suivi l'émission, soit 10,2 % du public.
Mille et une vies rêvées a quant à elle été suivie par en moyenne 623 000 téléspectateurs lors de la première semaine, soit 9 % de PDA.